# Вільяермоса-дель-Кампо
Вільяермоса-дель-Кампо (ісп. Villahermosa del Campo) — муніципалітет в Іспанії, у складі автономної спільноти Арагон, у провінції Теруель. Населення — 99 осіб (2010).
Муніципалітет розташований на відстані близько 220 км на схід від Мадрида, 85 км на північ від міста Теруель.

## Демографія
Динаміка населення (INE ):

## Галерея зображень

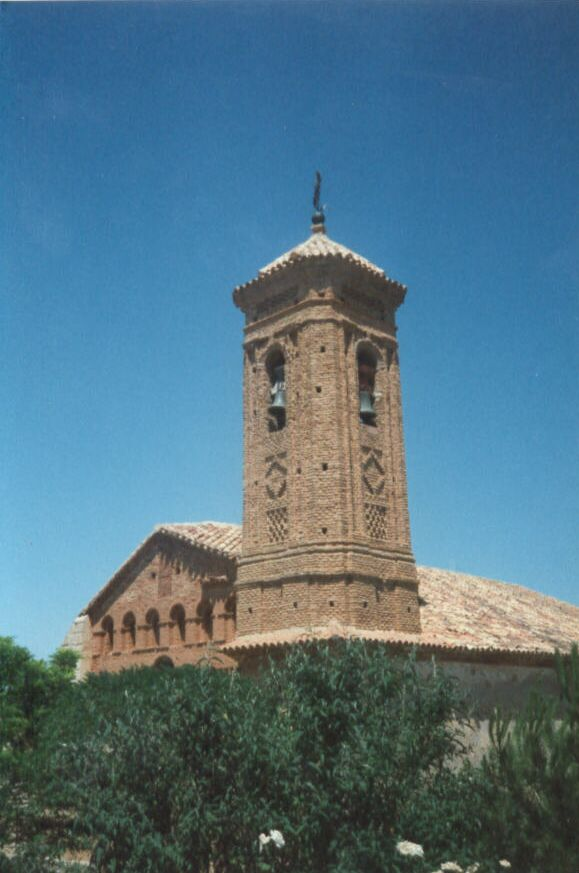
Церква Санта-Марія-Магдалена